# Kraljevska palata u Višegradu (Pešta)
Kraljevska palata u Višegradu je luksuzna građevina u najmanjem, ali najslikovitiji gradiću Mađarske, smeštenom na obali Dunava, u okolini Budimpešte, i drevna mađarskih prestonica, u kojoj su rado boravili ugarski kraljevi poput Karla Roberta, Matije Korvina - „kralj Matijaš" i Ludviga. Danas se u palati nalazi mađarski Muzej kralja Matijaša.

## Naziv
Kraljevska palata u Višegradu ima slovensko ime Višegrad koje znači „gornja tvrđava“ ili „gornje naselje/grad/fortifikacija“. Slovensko ime tvrđavi „Višegrad“ - „visoki grad“ sačuvano je još od rimskog doba.
U modernom slovačkom i češkom piše se Vyšehrad. Postoji grad sa sličnim nazivom u Bosni i Hercegovini, Višegrad, a takođe i malo naselje u Teksasu, Višehrad, pored Haletsvila. Jedan njemački arhaičan naziv za Višegrad je Plintenburg.
Bartolomeo de Maraschi Papinski Kraljevsku platu je nazvao „Raj na zemlji”

## Položaj
Kraljevska palata u Višegradu nalazi se u najslikovitijem gradiću Mađarske Višegradu, u kome živi 1654 stanovnika (2011), na desnoj obali Dunava, u županiji Pešta u Mađarskoj. Smešten je severno od Budimpešte na udaljenosti od oko 45 km.
Zapadno od Višegrada nalazi se starorimska utvrđenje, Visegrád-Gizellamajor, a severno velika utvrđenje Visegrád–Sibrik, koji su bili u sastavu dunavske granice Rimskog Carstva (limes).

## Istorija

### Prvi tragovi naseljavanja u Višegradu
Kraljevska palata u Višegradu kao jedne od drevnih mađarskih prestonica na desnoj obali Dunava, ili  srednjovekovni „Raj na zemlji“ kako su ga neki zvali, izgrađen je na jednom zavoju Dunava,  na ostacima prvobitnog naselja iz kamenog doba, a zatim i antičkog perioda. Kasnije su se ovde prvo naselila keltska, a zatim i nemačka plemena.

### Osnivanje Kraljevske palate u Višegradu
Prvu polovinu svoje vladavine Karlo Robert ili Karlo I Ugarski ili Karlo I Robert (1288—16. jul 1342), kralj Ugarske (1310—1342),  utrošio je na tešku borbu koju je vodio sa provincijskom vlastelom. Njegova prva prestonica, Temišvar, značila je tek toliko da se on zadržao u Mađarskoj. Međutim, 1312. godine on je odneo značajnu pobedu kod mesta Rozgonj u dolini reke Hernad – kada je uspeo je da potuče Abe, a posle prve velike pobede, u kojoj su imali udela i građani Košica i Sepeša (spiškog kraja), ubrzo su usledile i nove. Poglavari pokrajina, koji su se borili i međusobno, nisu mu se mogli odupreti. Njihova moć je skršena i, posle smrti Matea Čaka, borbe su, u stvari, prestale.
 

Nakon ovih uspeha Karlo Robert je iz Temišvara prselio sedište dvora u Kraljevsku palatu u drevnom Višegradu 1323. godine u kome je započeo gradnju kraljevske palate (neke vrste soskog letnjikovca) u ovom gradu. Prvi zapisi o palati vazani su prema Ilustrovanoj hronici, za Felicijana Zah iz porodice Zah, mađarskog plemića i vojnik koji je u prvoj polovini 14. veka, bezuspešno pokušao atentat na Karla Roberta i čitavu kraljevsku porodicu u Višegradu. Poslednje, odocnelo poglavlje borbe za pristalicama Felicijana Zah odigralo se na raskošnom dvoru u Višegradu. Felicijan Zah, pristalica Matea Čaka, koji je tobože pristao uz kralja, pokušao je da na njega izvrši atentat.
| „ | Legenda – koju je opevao i Janoš Aranj – koja govori o Klari Zah, sadrži romantičnu priču o napadu neobuzdanog starog gospodara i opisuje svirepu osvetu kojom je kralj istrebio čitav njegov rod. | ” |

Posle pobede nad provincijskom vlastelom, Karlo Robert je proširio i modernizovao kraljevska utvrđena vlastelinstva i u Višegradu sagrađeno nekoliko stambenih zgrada, i prostor za viteške turnire, koje je povremeno i sam koristio. Karl Robert je umro 1342. godine u citadeli kraljevske palate u Višegradu
Kao prava kraljevska palata rezidencija u Višegradu razvijena je tek za vrema Luja I u prvoj polovini njegove vladavine, kada je on deo Višegrada (sa samo nekoliko zgrada) pretvorio u velelepnu Kraljevsku palatau na kraju svog života. Prvih godina njegove vladavine Luj I ostao je u Višegradu. Međutim, 1347.  nakon napuljske kampanje, vlada nad zemljom predata je njegovom mlađem bratu, princu Stefanu, koji se nastanio u Budimu. Napuljski knezovi, zarobljeni tokom prve napuljske kampanje, čuvani su 1348. godine u dvorcu Višegrad. Iako se dvor preselio u Višegrad još 1355. godine, vladar je i dalje često boravio u Budimu, a na kraju svog života počeo graditi dve ogromne palate gotovo iste veličine u Budimu i Višegradu.
Osam godina kasnije u ovom „romantičnom" dvorcu u Višegradu 1358. godine, njegov vlasnik Ludvig Veliki oženio se Jelisavetom, kćerkom Stepana II Kotromanića, bosanskog bana, i tom prilikom ugovorno primio na sebe da štiti Dubrovnik i omogući Dubrovčanima slobodnu trgovinu u Podunavlju. 
Dugo su se u palati čuvale kraljevske krunidbene relikvije, a sam grad ostao je politički centar zemlje, sve do 1350. godine kada se Ludvig Veliki, sin Karola Roberta, vratio se u glavni grad Budim. Palata u Višegrada ubrzo je bila prazna.
Posle smrti Ludviga Velikog raspala se anžujska imperija i usledile su godine krvavih kraljevskih drama i ljutih stranačkih borbi. Karolj II (Mali), takođe iz dinastije Anžu, koji je došao
iz Napulja na presto, samo posle nekoliko sedmica vladavine – stradao je od bodeža i otrov, a kraljicu Mariju su zarobili pobunjeniici. Posle dugogodišnjih unutrašnjih nemira, na presto je došao Marijin muž Sigismund (1387-1437). Marija i Sigismund završilili su gradnju Kraljevske palta u Višegradu s karaja 14. veka, i dali joj izgled dostojan jednoj kraljevskoj dinastiji.
Palata je bila građevinski kompleks kvadratnog oblika sa svih strana okružen zidovima. Stara kapela koja je bila izvan zidina, darovana je od strane kralja izgradnjom, novih zgradama. 
Sve dok Sigismund nije preselio svoj dvor u Budim, kraljevska palata u Višegrad bila je službeno sedište mađarskih vladara.  
Palata je u 15. veku dugo bila van funkcije. To stanje promienio je Matija koji je palatu obnovio nakon svog venčanja sa kraljicom Beatrisom 1476. godine. Palata je obnovljena u kasnogotičkom stilu, a građevinski elementi i ukrasni u stilu renesanse, koj se prvi put ovde javila nakon Italije). Podignuto je nekoliko novih zgrada, a starije su rekonstruisane prema novim zahtevima. Skulture i fontane napravljene su u radionici hrvatskog vajara Ivana Dunkovića. Od tada pa sve do turskog osvajanja 1544. godine Palata je bila seoska rezidencija mađarskih kraljeva.
Nakon poraza kod Mohačke bitke, Turci su 1526. godine,  osvojili Višegrad. Kasnije je Višegrad nekoliko puta menjao gospodare, sve dok ga 1544. godine nisu konačno zauzeli Turci. Naselje je izgubilo nekadašnji značaj; mnogi su pobegli, a zamja je podeljena mohamedanskim porodicama. Paralelno s postepenim širenjem Turaka ka Evropi, strateški značaj Višegrada je opadao, a u muslimanski garnizonu i dvorca smanjeno je brojno stanjer ljudstva . Dvorac  ponovo promenio vlasnika 1595. godine, kada je hrišćanske vojska predvođene nadvojvodom Matijašem osvaja tvrđavu Višegrad. 
Tokom 1605. godine garnizonom u Višegradu vladala je grupa  plaćenika koje  bez velikog otpora savladala tursku vojsku, da bi hršćanske trupe 1684. godine oslobodile Višegrad pod komandom Karla od Lorena. Radovi na popravljanju i utvrđivanju tek što su započeli, kada su u leto 1685. godine, nakon 16-dnevne naporne opsade, Turci uspeli ponovo upasti u Višegrad.  
Tokom turske invazije, a kasnije i pod austrijskim carem Leopoldom I, palata i tvrđava bili su potpuno uništeni. Zgrada, koja je u tursko vreme jedno vreme postojala na tom mestu datirana u 18. vek, srušena je sredinom 19. veka. 
Na jednom visu pored Dunava 1886. godine videle su se samo ruševine kraljevske palate u Višegradu. U njenom podnožju, u jednoj kući živeo je mađarski vojskovođa Gergelji, koji je položio oružje kod Vilagoša 1849. godine. Bio je omrznut od strane svojih sunarodnika, zbog svog navodno izdajničkog držanja. Tu je u okviru zidina bila i „Solomonova" kula, u kojoj je ugarski kralj Vladislav I, zatočio svog bratića Solomuna. 

## Arhitektura
Kraljevsku palatu sagrađena u 14. veku, činio je kompleks zgrada podeljen u tri glavna dela. 
- Na severu kompleska — bio dvor palate,
- Na jugu kompleska, ispred ulaza u dvorište palate bio je franjevački samostan, kao nezavisna celina sa grupom zgrada koje su zatvarale središnju grupu zgrada, i dvorištem površine 123 x 123 metra.

Na sredini fasade prema ulici, bila je Kula kroz koju se ulazilo u veliko dvorište koje je sa svih strana bilo ograđeno:
- sa severozapada — krilom, u kojem su bile velike kraljevske dvorane,
- sa severoistočnom — krilom u kome su bili kraljevski apartmani,
- sa jugozapada i jugoistoka krilima u kojima su bile službene prostorije palate i kapela.

Južni deo dvorišta korišćen je za pešadijske viteške turnire. a na vrhu dvorišta bio je bunar renesansnih muza. Odatle su otvorene stepenice vodile na terasu kapele.

### Figuralna fontana Herakla s lernejskom hidrom
U dvorištu Kraljevske palate, danas se nalazi kopija fontane od crvenog mermera pod nazivom „fontana Herakla s lernejskom hidrom”.
Kako je Palata tokom rata sa Turcima bila u potpunosti prekrivena zemljom, originalna fontana je restaurirana i danas se čuva u muzeju Matthias Corvinus, nakon što su u 19 veku izvršeni prvo radovi na obnova ovog istorijskog lokaliteta, a potom je na istom mestu urađene i replika „fontana Herakla s lernejskom hidrom”. 
Fontana je izrađena u renesansnom stilu, i smatra se da je delo hrvatskog vajara iz Trogira  Ivana Dunkovića, koji je oko 1485. godine boravio u Ugarskoj na dvor Matije Korvina i izradom fonrtane proširio tematikusvog svog rada.
Zanimljivost
U stara vremena, na banketim i večernim druženjima, iz fontana Herakla s lernejskom hidrom je umesto vode teklo penušavo vino, koje su pili gosti kraljevskog para, Mateaša i Beatrise.

## Arheološka istraživanja i obnova lokaliteta
S kraja devetnaestog veka počeo je lagani preporod materijalnih ostataka Kraljevske palate koja je sve više privlačila istoričare i arheologe.  Sistematičnija istraživawa započela su 1934. godine i nastavljaju se sve do dan danas. Njeni ostaci su nakon iskopavanja i restauracije počev od 1934. godine do prvih decenija 21. veka,  pretvoreni u muzej.
Trenutno, rekonstruisana kraljevska rezidencija u Višegradu,  koj je otvorena za javnost sa izložbom o istoriji palate i obnovljenim istorijskim interijerima, spada u jedan od najpopularnijih istorijskih i arheoloških kompleksa u Mađarskoj.

## Informacije za turiste
Radno vreme Muzeja u Kraljevskoj palati
Muzej je otvoren za posete svakog dana od 9:00 do 17:00, izuzev ponedeljka kada je zatvoren za posete.
Cene ulaznica
- Između 6 i 26 godine — 650 forinti
- Između 26 i 62 godine — 1300 forinti
- Između 63 i 70 godine — 650 forinti
- Preko 70 godina i povlašćene kategrije — besplatno.[4]

## Spoljašnje veze
- Királyi Palota (jezik: mađarski)
- Királyi palota Архивирано на веб-сајту  (12. октобар 2018) (jezik: mađarski)
- Mátyás király Magyarországa webtérképen (jezik: mađarski)
- A visegrádi palota újjászületése: A hamis emlékezet (jezik: mađarski)